# Swim lane
Lo swim lane (o swimlane) è un elemento grafico utilizzato nei diagrammi di flusso (flowcharts) che suddivide visualmente le responsabilità dei sub-processi di una macroattività. Gli swimlane possono essere strutturati sia orizzontalmente che verticalmente.
Talvolta ci si riferisce agli swim lane utilizzando l'espressione "functional band" ("fasce funzionali"), come ad esempio avviene nel software Office Visio 2007.

## Origine
I diagrammi swim lane vennero proposti da Geary Rummler ed Alan Brache nel loro libro Improving Processes (1990). Gli swim lane sono infatti anche conosciuti come diagrammi Rummler-Brache.

## Utilizzo

Diagramma di flusso con swimlane

Suddividere un diagramma in base agli attori coinvolti può risultare utile, ad esempio, quando si tratta di descrivere un processo aziendale che coinvolge più di un dipartimento. Tale campo della gestione dei processi è chiamato business process modeling (BPM).
Nel linguaggio di modeling BPMN, ogni processo è rappresentato da una pool (un riquadro in cui si susseguono alcuni task), ciascuna delle quali può essere divisa in lane. Da qui si può comprendere l'origine (o, quantomeno, il significato) del nome "swim lane": nella metafora della piscina (pool), un lane è una delle vasche.
Nell'esempio accanto, gli swimlane sono organizzati verticalmente e sono intitolati, nell'ordine, "Customer" (cliente), "Sales" (vendite), "Contracts" (contratti), "Legal" (aspetti giuridici) e "Fulfillment" (esecuzione). Come si può notare, senza di essi sarebbe difficile interpretare correttamente il diagramma.
Un altro esempio tipico di utilizzo degli swim lane è nei diagrammi delle attività UML.